# Frearri
Frearri (in greco antico: Φρεάρριοι?, Phreárrioi) era un demo dell'Attica nel sud-ovest della regione, presso l'attuale Feriza, e confinava a est e sud con Anaflisto.
Il demo era molto vasto.